# Tavola ouija

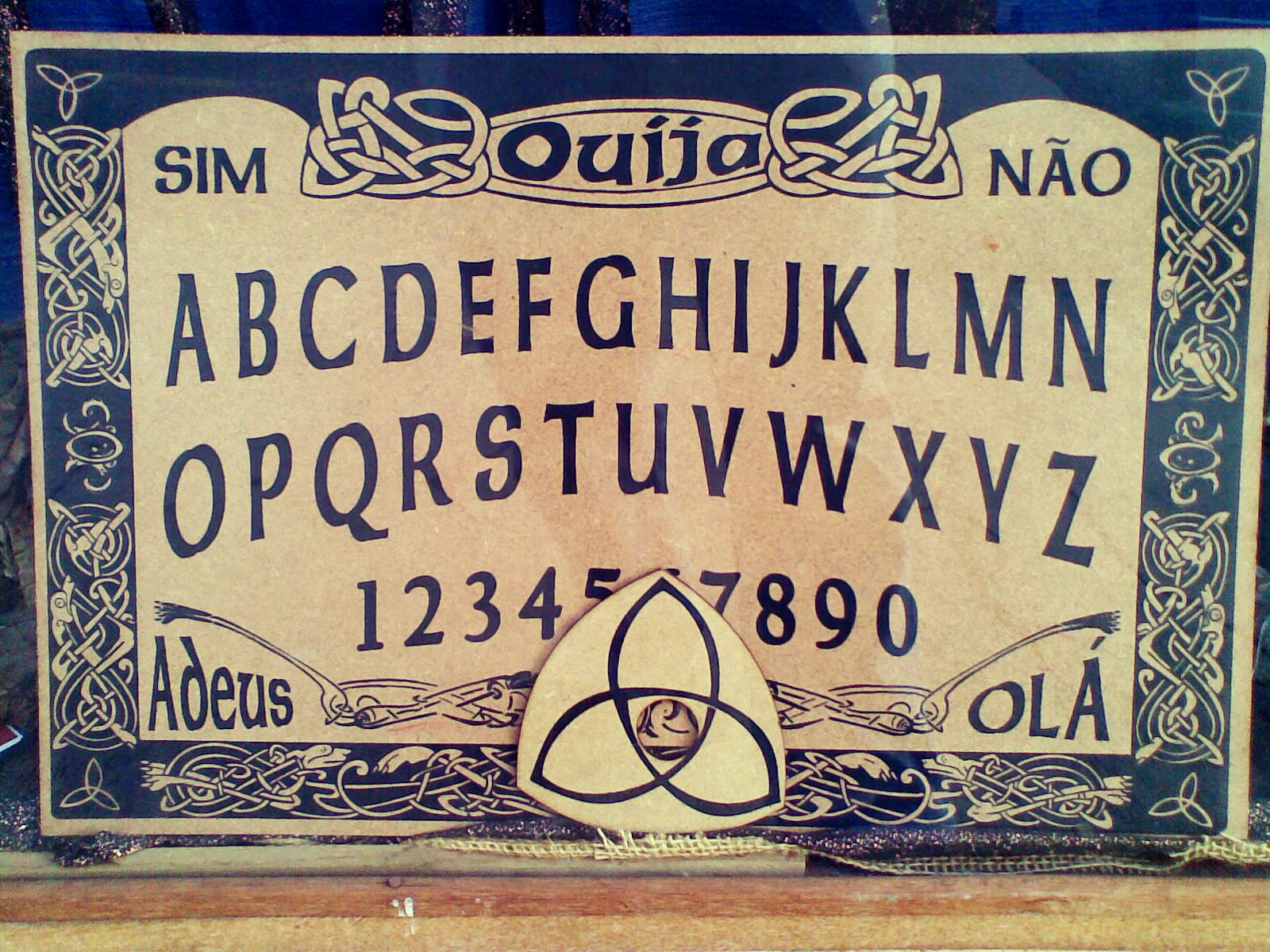
Una tavola ouija con scritte in portoghese

La tavola ouija (pronuncia inglese: [ˈwiːdʒə]; pronuncia italiana: /uˈiʤa/) è un piccolo strumento usato per le comunicazioni medianiche, ideato nella seconda metà del XIX secolo e diventato famoso nella metà del XX secolo.
Inizialmente l'ideatore della tavola aveva attribuito l'origine della parola a un antico termine egizio che significherebbe "buona fortuna", sostenendo di averlo imparato durante una delle sue sedute. Più tardi però è stato diffuso e ben più accettato il fatto che il termine "ouija" derivi in realtà dall'unione di altre due parole, ossia "oui" (francese) e "ja" (tedesco), che significano entrambe "sì". Questa credenza popolare si è poi rivelata essere un malinteso. Il nome è preso da una parola scritta sulla tavola ouija quando il suo inventore chiese a un presunto fantasma di dare un nome alla tavola stessa.

## Storia
Gli inventori furono gli uomini d'affari Elijah Jefferson Bond e Charles Kennard che ebbero l'idea di brevettare una tavoletta con alfabeto stampato e di metterla in commercio il 28 maggio 1890. Nel 1901 un impiegato di Kennard, William Fuld, rilevò i diritti di sfruttamento della tavoletta parlante, rimettendola in produzione nel 1901 e dandole il nome "Ouija".
Dal 1991 il marchio per la tavola Ouija è passato dalla ditta Parker Brothers alla Hasbro.

## Descrizione e funzionamento

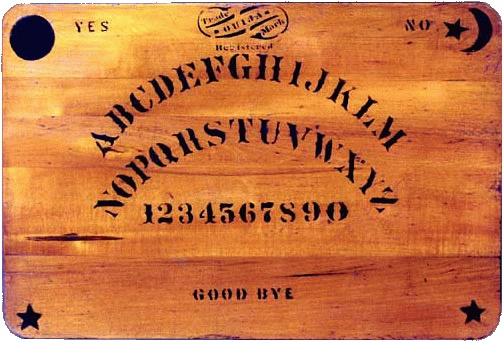
L'originale tavoletta Ouija creata nel 1891

L'apparecchio è costituito da una superficie piatta, in genere di legno lucido o in plastica, sulla quale sono disegnate tutte le lettere dell'alfabeto, i numeri dallo 0 al 9, un "si" e un "no", un "addio" e a volte due "ciao", il cui utilizzo è abbinato a un indicatore mobile, la planchette. Esistono in commercio tabelloni, di forme svariate, già pronti per l'uso. Il tipo più comune è quello con le lettere collocate in senso circolare, ma ve ne sono anche con disposizioni orizzontali o semicircolari.
Si tratta di uno strumento utilizzato per le sedute spiritiche. Lo scopo di tale tavoletta è quello di interagire con gli spiriti: gli utilizzatori pongono delle domande a imprecisate entità sovrannaturali (demoni, ecc.), che, attraverso un medium, farebbero sì che la planchette si muova sulla tavola ouija e componga la risposta, utilizzando le lettere e le cifre disegnate sul supporto. I partecipanti, seduti attorno a un tavolo, evocano l'entità con cui desiderano comunicare e poi poggiano, in modo leggero, l'indice della mano destra sull'indicatore. In seguito lo strumento inizia a muoversi prima lentamente e poi con maggiore decisione e celerità.

## Le varianti

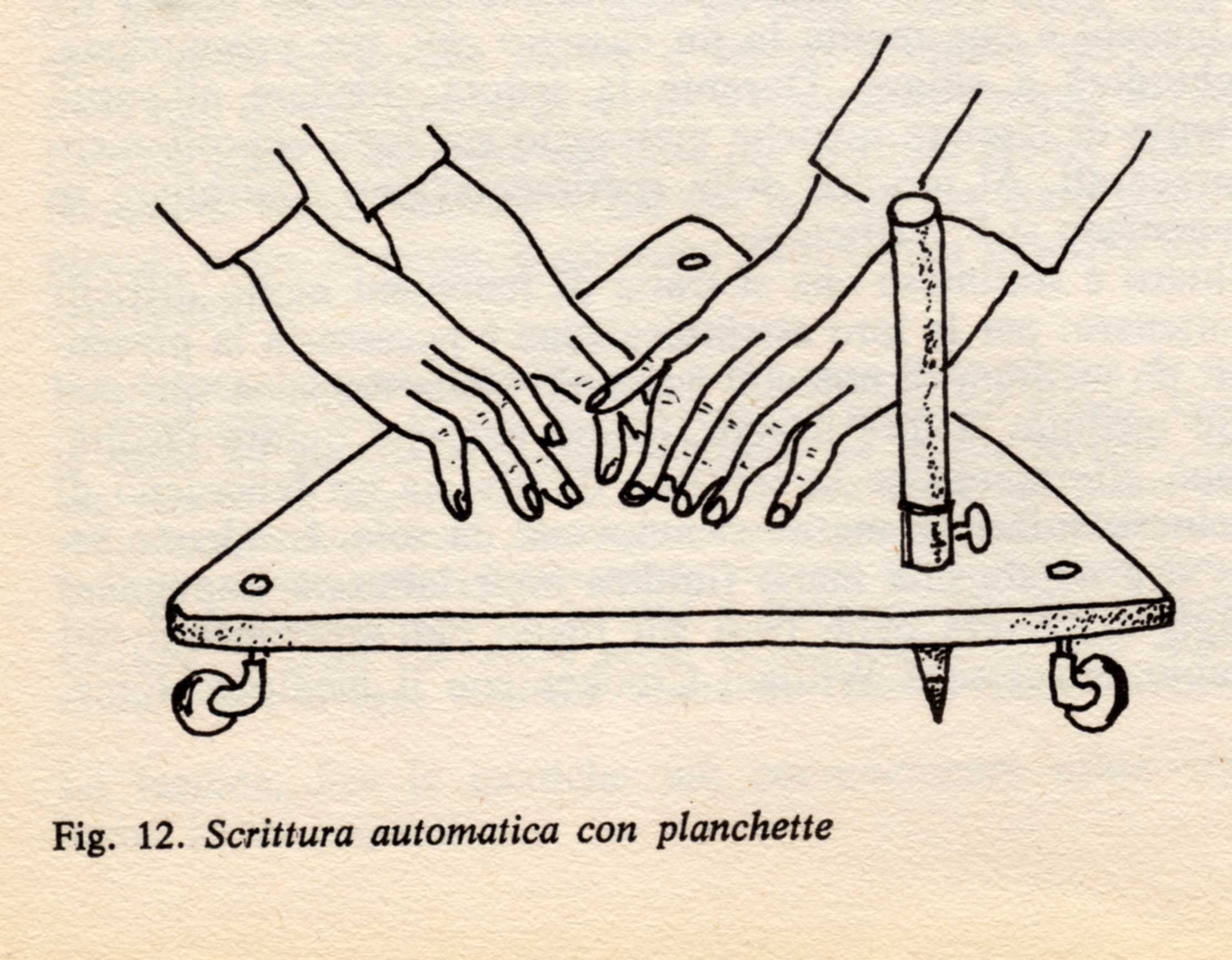
La planchette

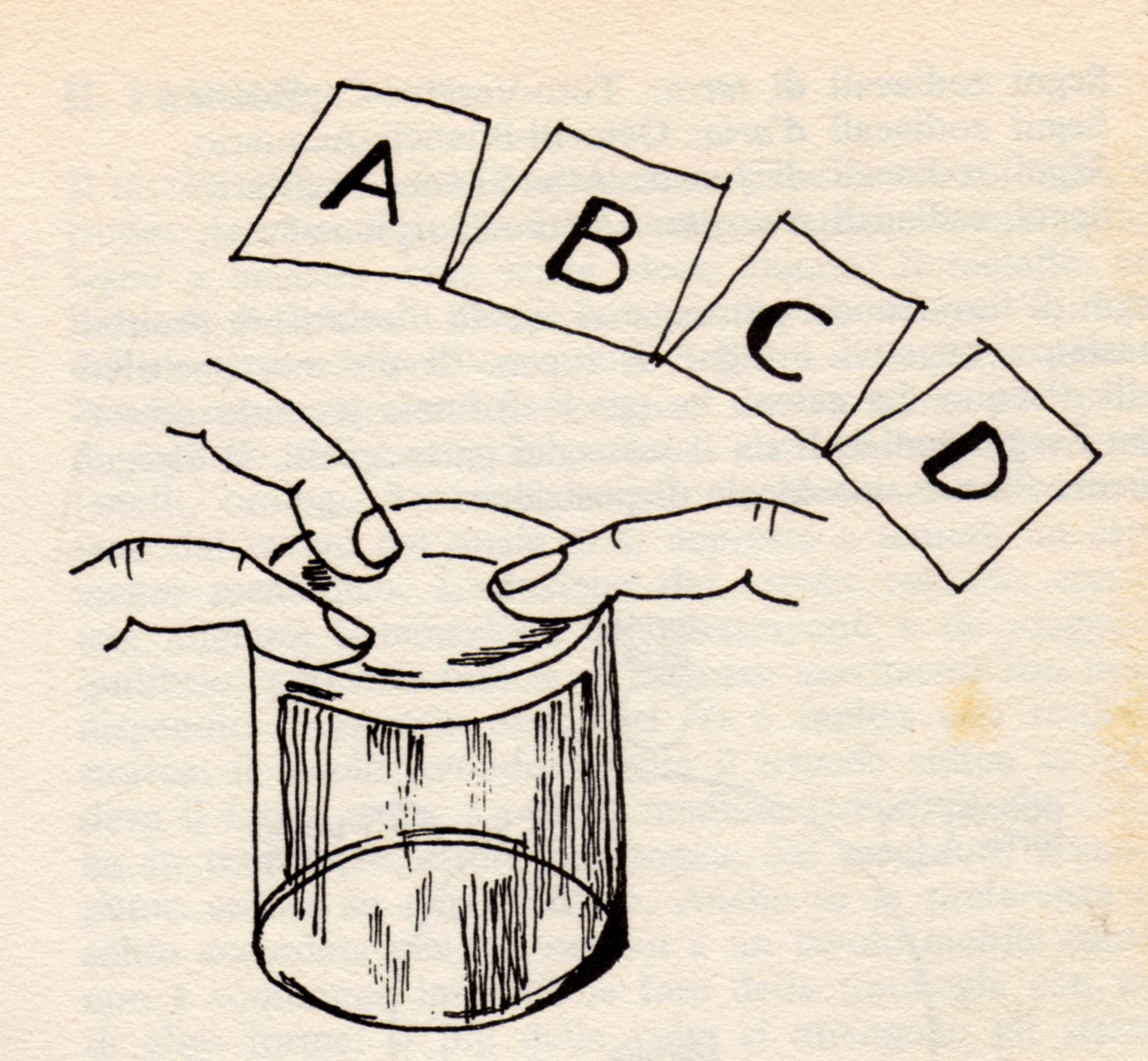
Seduta spiritica con il bicchiere

### La planchette

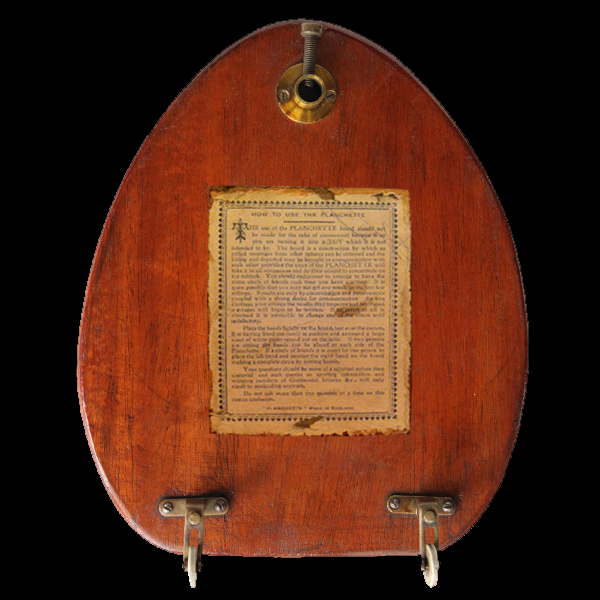

Un tipo particolare di tavoletta è la "planchette" che, al posto della punta indicante le lettere, ha un foro nel quale è fissata una matita che scrive direttamente. Posandovi sopra le mani, essa si muove e traccia sul foglio su cui è appoggiata lettere o parole. La planchette è più veloce della tavola Ouija e rinvia alla scrittura automatica.
La tecnica da seguire usando la planchette è identica a quella osservata con gli altri strumenti, ma naturalmente al posto del tabellone spiritico si posa sul tavolo un foglio di carta bianca. La comunicazione avviene tramite scrittura.

### La seduta medianica con bicchiere
È possibile operare in modo simile alla tavola Ouija utilizzando un bicchiere o una moneta all'interno di una tavola contenente lettere e numeri. L'esperimento, che si può svolgere anche senza la presenza di medium o sensitivi, si effettua disponendo su un tavolo un cerchio di quadratini di carta, ognuno dei quali porta disegnata una lettera dell'alfabeto. Al centro si mette un bicchierino rovesciato (o un piattino da caffè o una tazzina) e tutti i presenti vi posano un dito. Dopo una breve concentrazione il bicchiere inizia a scorrere nel cerchio indicando via via le lettere dell'alfabeto. È un metodo che si può usare anche in piena luce.

### Kokkuri
Il gioco del kokkuri è la risposta giapponese alla tavola ouija, e funziona basandosi su un principio molto simile. Su un foglio di carta si scrive l'intero alfabeto hiragana, i numeri da zero a nove, e si disegna un portale Torii stilizzato in inchiostro rosso. Come puntatore si usa una banale moneta. Quando si gioca si lasciano porte e finestre aperte, per far entrare il kokkuri, uno spirito che ha tratti da cane, volpe e procione. Tuttavia, quest'entità è un trickster che spesso si diletta a dare risposte false per vedere le vittime disperarsi. Nel mondo occidentale, spesso la tavola ouija viene vista come un oggetto oscuro e pericoloso, in Giappone il gioco del kokkuri viene percepito come estremamente sicuro.

## Spiegazioni
Il movimento della Planchette sulla tavola, laddove si manifesti, viene spiegato come un effetto ideomotorio, ovvero un movimento umano inconscio suggerito dalla psiche. James Randi, autore del libro An Encyclopedia of Claims, Frauds, and Hoaxes of the Occult and Supernatural, fece notare come, se i partecipanti a una seduta di Ouija erano bendati, non producevano alcuna parola di senso compiuto.
Tale spiegazione è avvalorata dalla frequenza dei casi in cui si ottengono subito frasi prive di senso non appena si mischiano e rovesciano lettere e numeri, cosa che è verificabile con altri dispositivi (e non con la tavola Ouija in cui lettere e numeri non si possono spostare).

## Critiche
Secondo varie denominazioni cristiane, si tratta di uno strumento di magia nera che permette realmente di invocare la presenza dei demoni. Questi angeli fingono e danno ai partecipanti l'illusione di parlare con le anime dei morti, dimostrando di conoscere (in quanto angeli) aspetti particolari delle loro vite terrene noti poco o per nulla. Il rischio spirituale di tali riti sarebbe il patto con il Diavolo e la possessione demoniaca.
L'esorcista José Antonio Fortea, nel suo libro Summa Daemoniaca, ha affermato che la maggior parte dei casi di possessione demoniaca si verificano a seguito della partecipazione a riti esoterici come l'ouija, lo spiritismo, la macumba e il voodoo.
Catholic Answers, un'organizzazione di apologetica cattolica, ha affermato che "la tavola Ouija è tutt'altro che innocua, poiché è una forma di divinazione (ricerca di informazioni da fonti soprannaturali)".
I vescovi cattolici della Micronesia chiesero la messa al bando delle tavole in quanto strumento di comunicazione con i demoni.
In una lettera pastorale, le Chiese riformate olandesi incoraggiarono i suoi comunicanti a evitare le tavole Ouija quale pratica "legata all'occulto".
Il Sinodo evangelico luterano del Wisconsin ha proibito anche ai suoi fedeli di usare le tavole Ouija, essendo ciò una violazione dei Dieci Comandamenti.

## Nella cultura popolare
La tavola Ouija compare già nel cult movie L'esorcista, diretto da William Friedkin nel 1973, tra le mani di Regan, la ragazzina successivamente posseduta.
Nel 1986 esce il film Spiritika (Witchboard) del regista Kevin S. Tenney, nel quale la Ouija è protagonista assoluta delle vicende oscure che si dispiegano nel film.
Nel 2012 esce il film I Am ZoZo, diretto dal regista Scott Di Lalla, in cui un gruppo di ragazzi, nell'utilizzare la tavoletta, evocano il demone Zozo. Sempre in ambito cinematografico, nel 2014 esce il film Ouija diretto dal regista Stiles White. Anche in questo caso la trama verte sull'utilizzo dello strumento. Il film è seguito da un prequel del 2016 diretto da Mike Flanagan, intitolato Ouija - L'origine del male. 
In ambito musicale, da segnalare il brano Ouija Board, Ouija Board del 1989 del cantante inglese Morrissey.